# Centuri (Francia)
Centuri (/ʧenˈturi/, in corso Cinturi /ʧinˈturi/) è un comune francese situato nel dipartimento dell'Alta Corsica nella regione della Corsica.

## Geografia
Centuri è situato nella costa nord-occidentale della penisola di Capo Corso. Il comune è costituito dalle borgate di Camera, Cannelle, Orche, Ortinola, Bovale, Merlacce e Centuri-Port.

## Storia
Dalla fine del IX secolo al 1197 Centuri era feudo dei Peverelli, ai quali seguirono poi gli Avogari che, nel 1248, cedettero la località ad Ansaldo De Mari.
Nel XVII secolo Centuri era, dopo quello di Erbalunga, il secondo tra i porti più trafficato della Corsica. Nel 1757 Pasquale Paoli fece attrezzare una marina da guerra nel porto di Centuri. Da qui, dieci anni più tardi, salpò una flottiglia comandata da Paolo Mattei per conquistare Capraia.

## Monumenti e luoghi d'interesse
- Castello Bellavista, costruito dal conte Leonetto Cipriani, militare e diplomatico al servizio del Regno di Sardegna che durante l'Unità d'Italia sarà governatore delle Romagne.
- Chiesa di San Silvestro
- Mulino Mattei
- Castello di Merlacce

## Società

### Evoluzione demografica
Abitanti censiti